# Pomorze (Podlachie)
Pour les articles homonymes, voir Pomorze.
Pomorze est un village de Pologne, situé dans la gmina de Giby, dans le powiat de Sejny, dans la voïvodie de Podlachie à l'est de la Pologne.

## Géographie

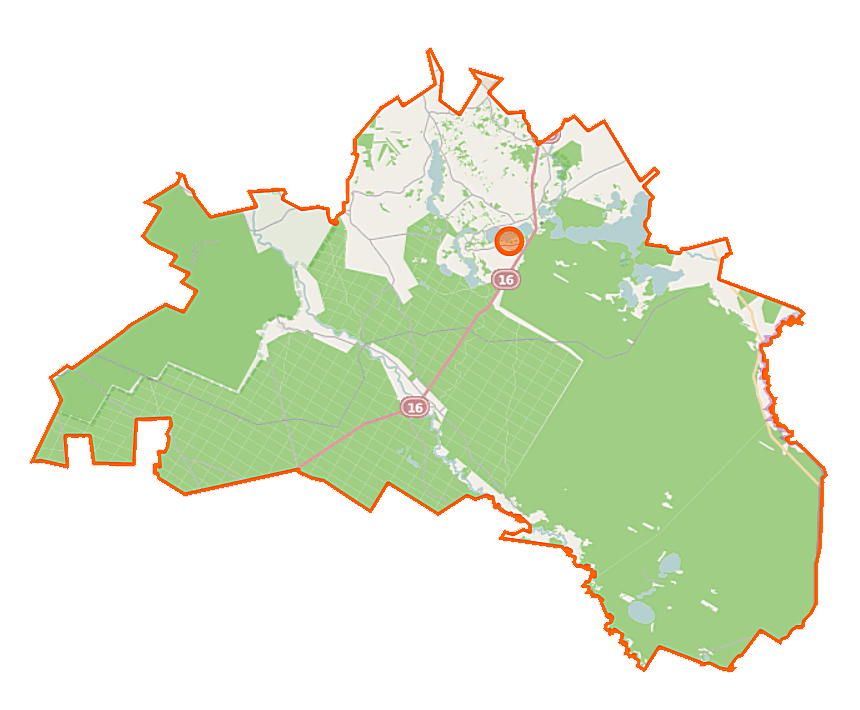
Carte de la gmina de Giby.